# Mina (альбом, 1971)
Mina — двадцатый студийный альбом итальянской певицы Мины, выпущенный в 1971 году на лейбле PDU.
Пластинка является одной из самых продаваемых в дискографии певицы, она заняла первое место в итальянском ежемесячном и итоговом чартах в 1972 году. Также на альбоме содержаться одни из самых главных хитов певицы: «Amor mio» и «Grande, grande, grande», причём последний стал одним из самых популярных синглов за 1972 год в Италии.

## Список композиций
| №  | Название                  | Автор(ы)                                         | Длительность |
| -- | ------------------------- | ------------------------------------------------ | ------------ |
| 1. | «E penso a te»            | Могол, Лучо Баттисти                             | 3:40         |
| 2. | «Capirò (I’ll Be Home)»   | Франча Эвангилисти, Рэнди Ньюман                 | 2:55         |
| 3. | «Le farfalle nella notte» | Лучиано Беретта, Розелла Конц                    | 4:09         |
| 4. | «Non ho parlato mai»      | Паоло Лимити, Марио Роббиани                     | 3:23         |
| 5. | «Sentimentale»            | Серджо Бардотти, Джанфранко Балдацци, Лучо Далла | 4:38         |
| 6. | «Alfie»                   | Хэл Дэвид, Берт Бакарак                          | 3:40         |

| №  | Название                                        | Автор(ы)                           | Длительность |
| -- | ----------------------------------------------- | ---------------------------------- | ------------ |
| 1. | «Grande, grande, grande»                        | Альберто Теста, Тони Ренис         | 3:57         |
| 2. | «Amor mio»                                      | Могол, Лучо Баттисти               | 4:46         |
| 3. | «Al cuore non comandi mai (Plus fort que nous)» | Эрберт Пагани, Франсис Ле          | 3:53         |
| 4. | «Something»                                     | Джордж Харрисон                    | 3:05         |
| 5. | «Vacanze»                                       | Карло Альберто Рози, Умберто Бинди | 3:14         |
| 6. | «Mi fai sentire così strana»                    | Бруно Лауци, Риккардо Дель Турко   | 3:30         |

## Чарты
| Чарт (1971–72)           | Высшая позиция | Недель в чарте |
| ------------------------ | -------------- | -------------- |
| Италия (Musica e dischi) | 1              | 40             |

| Чарт (1972)              | Позиция |
| ------------------------ | ------- |
| Италия (Musica e dischi) | 1       |